# Langer Eugen
La Langer Eugen è un grattacielo situato a Bonn, nel distretto di Gronau in Germania.

## Descrizione
Alto 115 metri e progettato da Egon Eiermann, fu costruito tra il 1966 e il 1969. Dal 2006 ospita diverse organizzazioni delle Nazioni Unite. Fino a quando il Bundestag tedesco non si trasferì a Berlino nel 1999, l'edificio era la sede principale degli uffici dei membri del Bundestag. Dopo i lavori di ristrutturazione, undici organizzazioni delle Nazioni Unite si sono trasferite nell'edificio utilizzandolo come centro del campus delle Nazioni Unite. Il Langer Eugen è un edificio protetto secondo la legge sulla protezione dei monumenti del Nord Reno-Westfalia. È il secondo edificio più alto di Bonn e il 43° edificio più alto della Germania. Al momento della fine della costruzione, fu per breve tempo il secondo edificio più alto della Germania dietro il Bayer-Hochhaus.